# Агнихотра

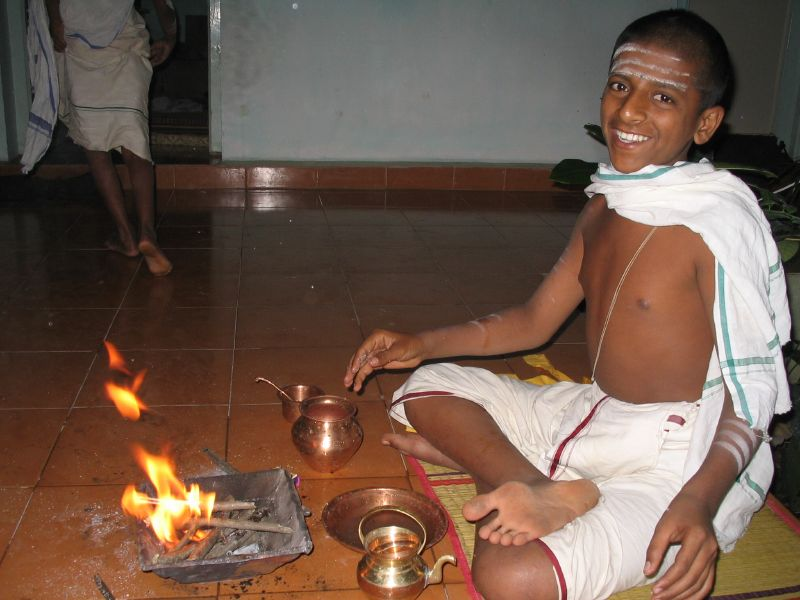
Мальчик-брахман совершает ритуал агнихотры

Агнихо́тра (санскр. अग्निहोत्र, IAST: agnihotra) — ведийский ритуал, совершаемый ортодоксальными индусами.
Первые упоминания об агнихотре содержатся в «Атхарва-веде» (АВ VI, 97, 1) (по словарю Монье-Вильямса), хотя возлияние в священный огонь известно ещё со времён «Ригведы». Детальное описание ритуала присутствует в «Яджур-веде» и «Шатапатха-брахмане». Существует упрощённая версия агнихотры, изложенная в грихья-сутрах и более поздних сочинениях, где ей придаётся мистическое значение. Ведийская форма ритуала всё ещё практикуется брахманами-намбудири в Керале и малым числом брахманов-вайдики в Южной Индии, а также в Непале.
В «Ману-смрити» говорится, что агнихотра не может совершаться девушками, молодыми женщинами, глупыми или несведущими людьми, равно как больными и непосвящёнными. Агнихотра же в современной своей версии может совершаться людьми обоих полов и любого происхождения.
Основная часть агнихотры состоит из совершения двух приношений прямо во время рассвета и заката, или же незадолго до них или даже после, вместе с чтением ведийских мантр, которые связывают огонь и солнце вместе. Это охраняет солнце от ночи, согласно одной из интерпретаций ритуала, изложенных в самхитах и брахманах. Приношения в современной агнихотре состоят из двух щепоток сырых рисовых зерён, смешанных с некоторым количеством гхи. Эту смесь, разделённую на две равные части, постепенно предают огню. Сам огонь разводят из высушенного коровьего помёта в специальной медной посуде. Перед вечерней агнихотрой из посуды тщательно убирается пепел, оставшийся после утренней процедуры. Этот маленький обряд сопровождается большим числом дополнительных действий и является следствием культа трёх (или пяти) священных огней.
Агнихотра бывает нитья, когда происходит постоянно, и камья, когда совершается по желанию.